# عزلة بني مهدي (عمران)

تعديل مصدري - تعديل

عزلة بني مهدي هي إحدى عزل مديرية مسور في محافظة عمران اليمنية ويبلغ تعداد سكانها 3060 نسمة حسب التعداد السكاني في اليمن لعام 2004.